# Sloboda Ukraina
Sloboda Ukraina (tiếng Ukraina: Слобідська Україна, đã Latinh hoá: Slobidśka Ukrajina; tiếng Nga: Слободская Украина, đã Latinh hoá: Slobodskaja Ukraina), hoặc Slobozhanshchyna (tiếng Ukraina: Слобожанщина, đã Latinh hoá: Slobožanščyna, phát âm [sloboˈʒɑnʃtʃɪnɐ]; tiếng Nga: Слобожанщина, đã Latinh hoá: Slobožanščina, phát âm [sləbɐˈʐanʲɕːɪnə]), là một vùng lịch sử, ngày nay nằm ở Đông Bắc Ukraina và Tây Nam Nga. Khu vực phát triển và hưng thịnh vào thế kỷ 17 và 18 ở biên giới phía tây nam của nước Nga Sa hoàng. Năm 1765, khu vực được chuyển đổi thành tỉnh Sloboda Ukraina.

## Từ nguyên
Tên này bắt nguồn từ thuật ngữ sloboda dành cho một khu định cư thuộc địa không có nghĩa vụ thuế, và từ ukraina theo nghĩa gốc là "vùng biên thùy". Từ nguyên của từ "Ukraina" được nhìn nhận theo cách này trong các nhà sử học Nga, Ukraina và phương Tây như Orest Subtelny, Paul Magocsi, Omeljan Pritsak, Mykhailo Hrushevskyi, Ivan Ohiyenko, Petro Tolochko và những người khác. Nó được hỗ trợ bởi Bách khoa toàn thư Ukraina và từ điển Từ nguyên của tiếng Ukraina.

## Phạm vi
Lãnh thổ của Sloboda Ukraina lịch sử tương ứng với lãnh thổ của tỉnh Kharkiv (toàn bộ), và một phần của các tỉnh Sumy, Donetsk và Luhansk của Ukraina ngày nay, cũng như một phần của các tỉnh Belgorod, Kursk, và Voronezh của Nga.

## Lịch sử
Nga giành quyền kiểm soát lãnh thổ này nhờ các cuộc chinh phạt chống lại Đại công quốc Litva trong các cuộc chiến tranh Moskva-Litva vào thế kỷ 16.
Lần đầu tiên khu vực được người Nga chiếm làm thuộc địa vào nửa đầu thế kỷ 16 và trở thành một phần của tuyến phòng thủ được sử dụng để chống lại các cuộc đột kích của người Tatar. Một làn sóng định cư thứ hai diễn ra vào những năm 1620–1630, phần lớn dưới hình thức các trung đoàn Cossack Ukraina, những người được phép định cư ở đó để giúp bảo vệ lãnh thổ chống lại người Tatar.
Những người Cossack đến Sloboda Ukraina thuộc chủ quyền của các sa hoàng Nga và tướng quân sự của họ, và đăng ký nghĩa vụ quân sự của Nga. Một số lượng lớn người tị nạn Ukraina đến từ Ba Lan-Litva sau cuộc nổi dậy năm 1637-1638 và nhận được trợ cấp tái định cư hào phóng từ chính phủ Nga. Trong nhiều thập kỷ, người cossack Ukraina đã băng qua biên giới vào miền nam nước Nga để thu lại gia súc, nhưng nhiều người trong số họ cũng xâm nhập để cướp bóc, vì vậy Nga phải xây dựng một thị trấn đồn trú mới trên sông Boguchar trong nỗ lực bảo vệ vùng đất từ các nhóm người Ukraina và tái định cư nhiều người tị nạn Ukraina tại Valuyki, Korocha, Voronezh và xa đến Kozlov.

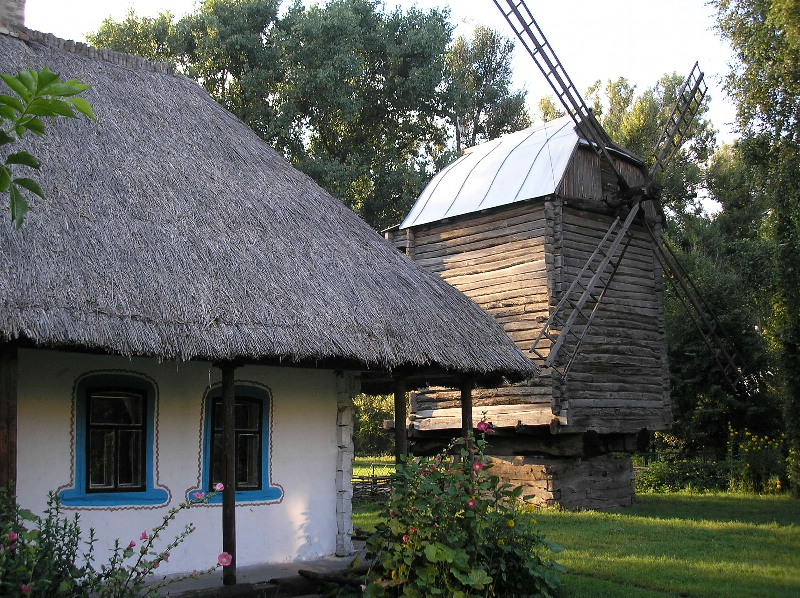
Kiến trúc dân gian của Sloboda Ukraina

Người Tatar Krym và người Tatar Nogai có truyền thống sử dụng khu vực dân cư thưa thớt của vùng Cánh đồng hoang dã ở biên giới phía nam của Nga ngay phía nam Severia để tiến hành các cuộc tấn công hàng năm vào lãnh thổ Nga dọc theo Đường mòn Muravsky và Đường mòn Izyum. Năm 1591, một cuộc đột kích của người Tatar đến khu vực Moskva, buộc chính phủ Nga phải xây dựng các pháo đài mới Belgorod và Oskol năm 1593, Yelets năm 1592, Kromy năm 1595, Kursk năm 1597, Tsarev-Borisov và Valuyki năm 1600. Tsarev-Borisov, được đặt theo tên của Sa hoàng Boris I, là khu định cư lâu đời nhất ở Sloboda Ukraine.
Trong các cuộc tấn công đó, các khu vực gần Ryazan và dọc theo sông Oka bị thiệt hại nhiều nhất. Với việc Nga mở rộng lãnh thổ về phía nam và phía đông vào vùng đất Sloboda Ukraina hiện đại và giữa sông Volga, xung đột ngày càng gia tăng. Vào khoảng giữa những năm 1580 và 1640, Tuyến phòng thủ Belgorod với một số công sự, hào và pháo đài được xây dựng ở Sloboda Ukraina, đảm bảo an ninh cho khu vực. Sau một số cuộc Chiến tranh Nga-Krym, các quốc vương Nga bắt đầu khuyến khích người Cossack định cư trong khu vực, những người này hoạt động như một loại lực lượng bảo vệ biên giới chống lại các cuộc tấn công của người Tatar.
Ngoài người Cossack, những người định cư còn bao gồm nông dân và thị dân từ Ukraina hữu ngạn và tả ngạn, bị chia cắt bởi Hiệp ước Andrusovo năm 1667. Cái tên Sloboda Ukraina bắt nguồn từ từ sloboda, một thuật ngữ Slav có nghĩa là "tự do" (hoặc "miễn phí"), và cũng là tên của một loại dàn xếp. Sa hoàng sẽ giải phóng những người định cư ở sloboda khỏi nghĩa vụ nộp thuế và phí trong một khoảng thời gian nhất định, điều này tỏ ra rất hấp dẫn đối với những người định cư. Đến cuối thế kỷ 18, những người định cư đã chiếm 523 sloboda (slobody) ở Sloboda Ukraina.
Từ năm 1650 đến năm 1765, lãnh thổ được gọi là Sloboda Ukraina ngày càng được tổ chức theo phong tục quân sự Cossack, tương tự như của quân đoàn Zaporozhzhia và quân đoàn Don. Những người Cossack di dời được gọi là người Cossacks Sloboda. Có năm khu (polky) của người Cossack Sloboda, được đặt tên theo các thị trấn triển khai lâu dài của họ và được chia thành các "sotni". Các trung tâm khu vực bao gồm Ostrogozhsk, Kharkiv, Okhtyrka, Sumy và Izyum, trong khi thủ phủ của người Cossack Sloboda Ukraina được đặt tại Sumy cho đến năm 1743.

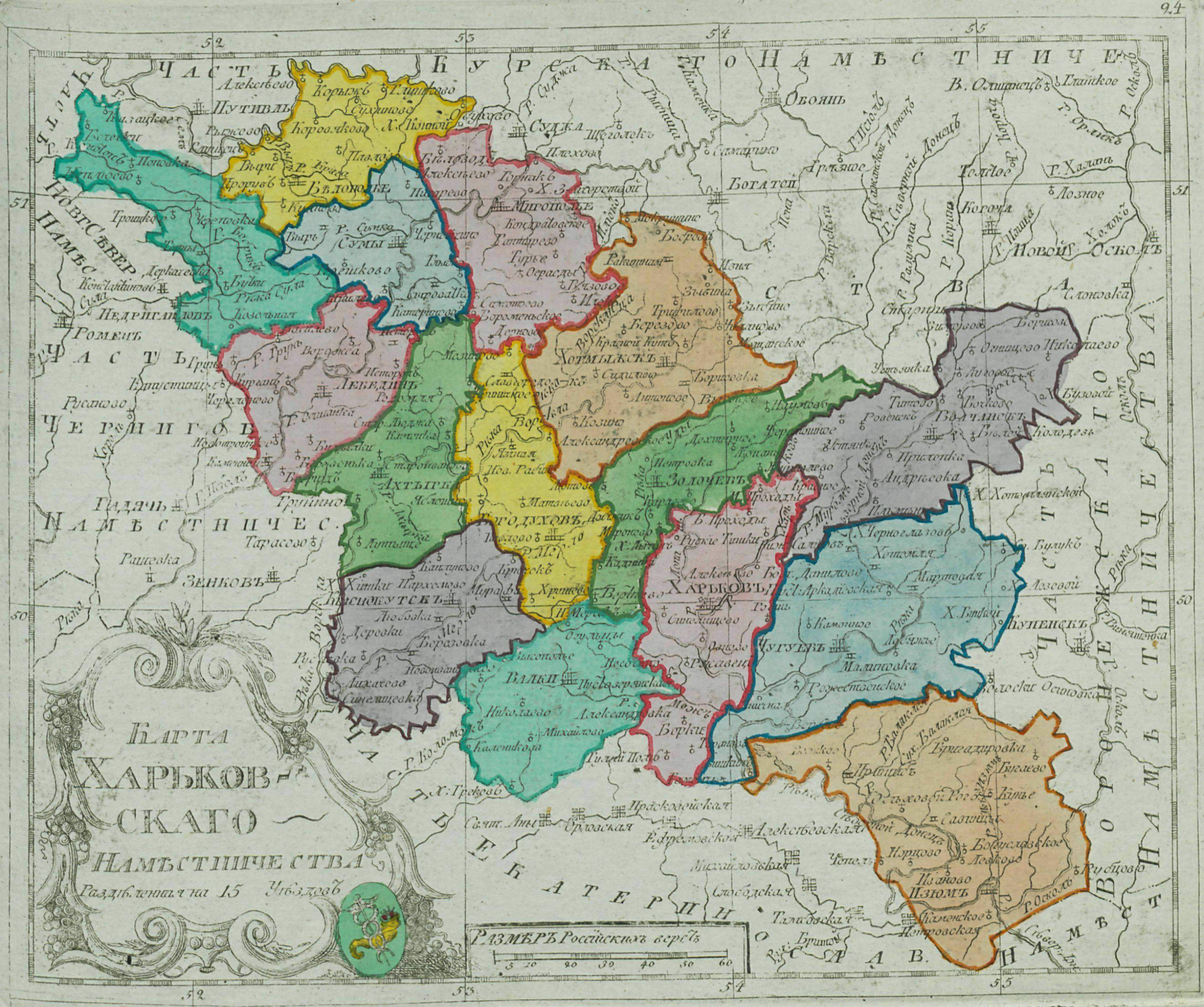
Phó vương quốc Kharkov năm 1792

Chính quyền của Yekaterina Đại đế giải tán các trung đoàn của Slobozhanshchina và bãi bỏ các đặc quyền của người Cossack theo sắc lệnh ngày 28 tháng 7 năm 1765. Khu vực bán tự trị trở thành một tỉnh được gọi là tỉnh Sloboda Ukraina (Slobodsko-Ukrainskaya guberniya). Triều đình Saint Petersburg thay thế chính quyền cấp trung đoàn bằng các trung đoàn hussar Nga, và trao cho người Cossack cấp bậc cao hơn về chức vụ (starshina) và quyền quý tộc (dvoryanstvo). Năm 1780, tỉnh được chuyển đổi thành Phó vương quốc Kharkov tồn tại cho đến cuối năm 1796, khi nó một lần nữa được đổi tên thành tỉnh Sloboda Ukraina. Mỗi cuộc cải cách hành chính đều kéo theo những thay đổi về lãnh thổ.
Năm 1835, tỉnh Sloboda Ukraina bị bãi bỏ, nhường phần lớn lãnh thổ cho tỉnh Kharkov mới, và một số cho Voronezh và Kursk, thuộc quyền Toàn quyền Tiểu Nga của Ukraina tả ngạn.
Sau khi thành lập Liên bang Xô viết, Sloboda Ukraina bị chia cắt giữa Cộng hòa xã hội chủ nghĩa Xô viết Ukraina và Cộng hòa xã hội chủ nghĩa Xô viết Liên bang Nga. Đầu những năm 1930 chứng kiến sự kết thúc của quá trình Ukraina hóa ở các vùng của Sloboda Ukraina nằm trong ranh giới CHXHCNXVLB Nga, dẫn đến sự sụt giảm lớn số lượng người Ukraina được báo cáo ở các khu vực này trong Điều tra dân số Liên Xô năm 1937 so với Điều tra dân số toàn liên bang đầu tiên năm 1926 của Liên Xô. Cộng hòa xã hội chủ nghĩa Xô viết Ukraina đã tổ chức lại phần của họ trong khu vực nhiều lần trước khi thiết lập biên giới của tỉnh Kharkiv ngày nay vào năm 1932.